# Trudobielikowskij
Trudobielikowskij (ros. Трудобеликовский) – chutor w Rosji, w Kraju Krasnodarskim, w rejonie krasnoarmiejskim. W 2010 liczył 9393 mieszkańców.